# Azrael

Rappresentazione dell'Angelo della morte, dipinta nel 1881 da Evelyn De Morgan

Azrael o Asriel (in arabo عزرائیل‎?, ʿAzrāʾīl, o 'Ezra'il, in ebraico עֲזַרְאֵל‎?, "colui che Dio aiuta") è il nome utilizzato in alcune tradizioni esoteriche/folkloristiche, in seno alle religioni abramitiche, per indicare l'arcangelo della morte.
Tale termine non compare nella Bibbia cristiana, nella letteratura rabbinica e nel Corano, in cui invece è, di solito, indicato come Malak al-mawt, che è la traduzione diretta di "Angelo della morte". Si può trovare scritto anche come Asriel, Azrail, Izrail o Izrael.

## Etimologia ebraica
Il nome Azrael (עזראל) compare per la prima volta in un reperto rinvenuto in un insediamento ebraico in Mesopotamia, su una "ciotola portafortuna" del VII secolo. Tuttavia, la scritta in aramaico riporta solo una lista di nomi, per cui l'identificazione con Samael o in generale come Angelo della Morte ebraico non è provata.
Azriel (עזריאל) non è menzionato nella letteratura rabbinica ma appare in alcuni testi della letteratura cabalistica come lo Zohar.

## Nell'angelologia islamica
- Izrāʿīl o Azrāʿīl, noto più corrivamente nella cultura arabo-islamica come "Angelo della Morte" (Malak al-Mawt), è considerato dalla cultura islamica come l'angelo che è incaricato da Allah di apportare la morte agli uomini.

È responsabile della separazione dell'anima dal corpo e di lui parla il Corano alla sūra XXXII (La sura della prostrazione), versetto 11, che dice:
(trad. di A. Bausani)
Nella religione islamica è raffigurato come il più astuto e saggio degli arcangeli. Una storia afferma che Allah avrebbe chiesto ai quattro arcangeli (Michele, Gabriele, Uriel e Izrāʿīl) di raccogliere sette manciate di terra dalla base dell'Albero della Vita nel Giardino dell'Eden. Essi avrebbero capito che solo tre di loro avrebbero potuto presentarsi al Signore con due manciate, mentre l'ultimo avrebbe potuto prendere solo una manciata. Michele e Uriel immediatamente iniziarono a discutere su chi avrebbe dovuto portare due manciate, e chi avrebbe dovuto portarne solo una. Gabriele cercò di mediare tra i due, ma fu distratto anche lui dalla polemica in corso, consentendo così a Izrāʿīl di prendere da solo le sette manciate di terra che mise successivamente in una sacca, portandole ad Allah.

## In ambito cristiano
Dopo la diffusione dell'Islam, il termine Azrael entrò nel folklore anche cristiano oltre che islamico. Appare in una versione in lingua semitica etiope dell'Apocalisse di Pietro redatta nel XVI secolo, come Ezrā’ël, un angelo dell'inferno che vendica coloro che hanno subito un torto durante la vita.

## Nella cultura di massa
Nei fumetti DC Comics Azrael è Jean Paul Valley, un discendente del misterioso ordine di Saint Dumas sottoposto fin da bambino ad esperimenti che lo resero un potentissimo soldato.
Nel film Dogma Azrael, interpretato da Jason Lee, è l'antagonista principale. In origine era una musa, ma quando si rifiutò di aiutare Dio contro Lucifero, fu costretto a fuggire all'Inferno per sfuggire all'ira del primo, uscito vincitore dallo scontro, divenendo un demone. Vendicativo, convince Barbleby e Loki, angeli caduti, a partecipare all'iniziativa cristiana indotta dal cardinale Ingnatius Glick, secondo cui chi entrerà in Chiesa il giorno della cerimonia sarà perdonato da ogni peccato. In realtà un perdono indetto contro la volontà divina smentirebbe l'onnipotenza di Dio, con la conseguente distruzione di tutto il creato, incluso l'inferno, permettendo ad Azrael di eludere le pene infernali che lo attendono.
È dedicata a questo Angelo una canzone dei Crimson Glory intitolata proprio "Azrael", inclusa nel loro omonimo album "Crimson Glory" pubblicato nel 1986. 
Parecchi anni prima i Nice di Keith Emerson avevano inciso un pezzo dal titolo "Azrial" (pubblicato solo nelle edizioni rimasterizzate dell'album del 1967 - The Thoughts Of Emerlist Davjack); nel 1969 gli stessi Nice incidono e pubblicano "Azrael Rivisitated"(nell'album omonimo "Nice" del 1969).
Nella serie TV Lucifer, Azrael è una delle sorelle di Lucifer ed impersona, appunto, l'angelo della morte. È vista solo dagli altri angeli e da Ella Lopez, cui è molto affezionata e da cui è conosciuta con il suo soprannome Rei Rei.